# Terrouin
Le Terrouin, est une rivière française qui coule dans le département de Meurthe-et-Moselle. C'est un affluent de la Moselle en rive gauche. 

## Hydronymie
Anciennes mentions : Terouein (1272), Le Terrowain (1471). 

## Parcours
Le Terrouin parcourt une trentaine de kilomètres depuis ses sources situées au pied des Côtes de Toul. Il naît dans la localité de Laneuveville-derrière-Foug située à sept ou huit kilomètres à l'est-nord-est de Toul, dans le parc naturel régional de Lorraine, où se déroule la plus grande partie de son cours. Il se dirige d'abord vers le nord, puis vers l'est, puis enfin vers le sud-est et finit par confluer avec la Moselle au niveau de la petite localité de Villey-Saint-Étienne, située à sept kilomètres en aval de la ville de Toul. 

## Affluents
- le ruisseau de Woëvre, 8,8 km sur les quatre communes de Boucq, Royaumeix, Sanzey, Menil-la-Tour.
- le Longeau (rd) 12,1 km sur cinq communes avec deux affluents

## Hydrologie
Le module du Terrouin, mesuré au niveau de la station hydrologique de Villey-Saint-Étienne, sur une durée de 7 ans est de 0,62 m3/s (observations faites de 1970 à 1978) . La surface ainsi étudiée était de 169 km2, soit plus de 99 % de la totalité du bassin versant du cours d'eau.
Le Terrouin est une rivière extrêmement irrégulière. Elle présente des fluctuations saisonnières de débit très marquées. Les hautes eaux se déroulent de la fin de l'automne au début du printemps, et se caractérisent par des débits mensuels moyens allant de 0,80 à 1,86 m3/s, de novembre à mars inclus (avec un maximum en février). À partir du mois de mars cependant, le débit chute rapidement, ce qui mène aux basses eaux d'été-automne, lesquelles qui ont lieu de juin à octobre, entraînant une  baisse du débit mensuel moyen avec un plancher de 0,03 m3 au mois d'août (30 litres), ce qui apparaît comme fort maigre. 
Les crues sont rarement importantes. La série des QIX n'a jamais été calculée étant donné la trop faible durée d'observation des débits de la rivière.
Le débit instantané maximal enregistré à Villey-Saint-Étienne a été de 13 m3/s le 24 février 1978, tandis que le débit journalier maximal était de 11,5 m3/s le 16 août 1972. 
Le Terrouin est une rivière fort peu abondante. La lame d'eau écoulée dans son bassin versant est de 120 millimètres annuellement, ce qui est très faible pour la Lorraine, près de trois fois moindre que la moyenne de la France, tous bassins confondus (320 millimètres), et surtout très largement inférieur à la moyenne du bassin français de la Moselle (445 millimètres à Hauconcourt, en aval de Metz ). Le débit spécifique (ou Qsp) de la rivière atteint 3,6 litres par seconde et par kilomètre carré de bassin.